# Sher
Sher és un riu de Madhya Pradesh a l'Índia. Neix a 22° 34′ N, 79° 44′ E / 22.567°N,79.733°E prop de Khamaria al districte de Seoni i corre en direcció nord-oest i després d'un curs de 128 km desaigua al Narbada o Nerbbuda a 23° 00′ N, 79° 10′ E / 23.000°N,79.167°E al districte de Narsinghpur. Els seus afluents principals són el Macha, el Rewa i el Baru Rewa.